# Karl Möckel
Karl Ernst Möckel (Klingenthal, 9 gennaio 1901 – Cracovia, 24 gennaio 1948) è stato un militare tedesco, SS-Obersturmbannführer e amministratore del campo di concentramento di Auschwitz. Fu giustiziato come criminale di guerra.

## Biografia
Nacque a Klingenthal, in Germania, dove inizialmente lavorò come contabile. Nel 1926 si unì al Partito Nazista e alle Schutzstaffel. Dal 1933 al 1941 lavorò negli uffici principali delle SS, tra cui nel SS-Wirtschafts-Verwaltungshauptamt (WVHA). Nel 1941 si unì alle Waffen-SS e prestò servizio in un battaglione di riserva. Nella primavera del 1943 arrivò ad Auschwitz assumendo la carica di capo dell'amministrazione del campo.

### Ad Auschwitz
Möckel rimase al campo fino all'evacuazione nel gennaio 1945. In qualità di capo del Dipartimento IV (Amministrazione), fu responsabile dell'acquisizione e della distribuzione di cibo e vestiario e della gestione dei beni dei prigionieri. Inoltre, il Dipartimento IV comprese la gestione dei beni confiscati ai prigionieri sterminati, così come la manutenzione degli edifici per la manutenzione dei crematori e delle camere a gas, di conseguenza le responsabilità di Möckel facilitarono anche la perpetrazione dell'Olocausto.
A causa dell'enorme volume di denaro e di oggetti di valore confiscati ai prigionieri, principalmente gioielli e orologi realizzati con metalli preziosi, gli uomini delle SS faticarono a riuscire nel compito di ispezionarli, selezionarli e contarli. Möckel affermò che furono inviate alla WVHA da quindici a venti valigie di oggetti di valore con cadenza trimestrale.

## Processo
Möckel fu processato dal Tribunale Nazionale Supremo di Cracovia e condannato a morte. La sua condanna fu eseguita per impiccagione nella prigione di Montelupich, a Cracovia, il 24 gennaio 1948.
Per il grado di SS-Obersturmbannführer, grado ricoperto anche da Rudolf Höß, Möckel fu l'individuo di rango più alto ad essere perseguito al processo di Auschwitz insieme a Arthur Liebehenschel, comandante del campo principale di Auschwitz.